# Ronde van Madrid 2012
De Ronde van Madrid 2012 was de 26e editie van deze wielerwedstrijd die als meerdaagse koers werd verreden in de Autonome Regio Madrid in Spanje. Het algemeen klassement werd gewonnen door Sergei Firsanov. Deze wedstrijd maakt deel uit van de UCI Europe Tour 2012.

## Etappe-overzicht
| Etappe    | Datum | Start          | Finish                | afstand  | Winnaar              | Ploeg         | Leider               |
| --------- | ----- | -------------- | --------------------- | -------- | -------------------- | ------------- | -------------------- |
| Proloog   | 5 mei | Madrid         | Madrid                | 7,8 km   | Jonathan Castroviejo | Team Movistar | Jonathan Castroviejo |
| 1e etappe | 6 mei | Colmenar Viejo | Puerto de la Morcuera | 182,4 km | Sergei Firsanov      | Team RusVelo  | Sergei Firsanov      |

## Etappe-uitslagen

### Proloog
| Casa de Campo Madrid (7,8 km) |                      |                   |       |
| Plaats                        | Naam                 | Ploeg             | Tijd  |
| Winnaar                       | Jonathan Castroviejo | Team Movistar     | 9'38" |
| 2                             | Artem Ovetsjkin      | Team RusVelo      | +16"  |
| 3                             | Sergei Firsanov      | Team RusVelo      | +24"  |
| 4                             | Ángel Madrazo        | Team Movistar     | z.t.  |
| 5                             | José Iván Gutiérrez  | Team Movistar     | +27"  |
| 6                             | Gustavo César Veloso | Andalucía-Cajasur | +28"  |
| 7                             | Kirill Sveshnikov    | Lokosphinx        | +29"  |
| 8                             | Alexey Kunshin       | Lokosphinx        | +30"  |
| 9                             | David de la Cruz     | Caja Rural        | +33"  |
| 10                            | Alejandro Marque     | Carmin-Prio       | +35"  |

### 1e etappe
| Colmenar Viejo - Puerto de la Morcuera (182,4 km) |                    |                             |          |
| Plaats                                            | Naam               | Ploeg                       | Tijd     |
| Winnaar                                           | Sergei Firsanov    | Team RusVelo                | 4u39'59" |
| 2                                                 | Nairo Quintana     | Team Movistar               | +1'51"   |
| 3                                                 | José Belda         | Spanje                      | +1'59"   |
| 4                                                 | Mikel Landa        | Euskaltel-Euskadi           | +2'07"   |
| 5                                                 | Rémy Di Grégorio   | Cofidis, le crédit en ligne | +2'09"   |
| 6                                                 | Iván Parra         | EPM-UNE                     | +2'29"   |
| 7                                                 | David Moncoutié    | Cofidis, le crédit en ligne | +2'40"   |
| 8                                                 | Francisco Colorado | EPM-UNE                     | +2'46"   |
| 9                                                 | David Livramento   | Carmin-Prio                 | +3'10"   |
| 10                                                | David de la Cruz   | Caja Rural                  | z.t.     |

## Eindklassement
| Plaats    | Naam                 | Ploeg                       | Tijd     |
| --------- | -------------------- | --------------------------- | -------- |
| Gele trui | Sergei Firsanov      | Team RusVelo                | 4u50'01" |
| 2         | Nairo Quintana       | Team Movistar               | +2'11"   |
| 3         | Rémy Di Grégorio     | Cofidis, le crédit en ligne | +2'26"   |
| 4         | José Belda           | Spanje                      | +2'28"   |
| 5         | Jonathan Castroviejo | Team Movistar               | +2'46"   |
| 6         | David Moncoutié      | Cofidis, le crédit en ligne | +2'54"   |
| 7         | Mikel Landa          | Euskaltel-Euskadi           | +2'07"   |
| 8         | Iván Parra           | EPM-UNE                     | +3'05"   |
| 9         | David de la Cruz     | Caja Rural                  | +3'19"   |
| 10        | Francisco Colorado   | EPM-UNE                     | +3'22"   |